# Face to Face (The Angels)
Face to Face è il secondo album in studio degli Angels, pubblicato nel 1978 dalla Albert Productions.

## Descrizione
Esistono due versioni, una per il mercato australiano ed una, uscita due anni dopo, per il pubblico europeo. Quest'ultima comprende anche brani tratti dal precedente lavoro omonimo. Si tratta, dunque, di una compilation.
Face to Face contiene il singolo Comin' Down, uno dei cavalli di battaglia dell'ensemble.
Prodotto da Mark Opitz, è un disco che richiama il sound duro degli AC/DC, complesso seguito sempre dallo stesso manager.

## Accoglienza
L'album è considerato dalla critica e dal pubblico come una delle migliori opere rock australiane. A tal riguardo, il long play rientra nel compendio 100 Best Australian Albums.
Martin Popoff ha recensito Face to Face come «una solida compilation senza pretese ma contagiosa che cavalca il confine tra hard rock e heavy metal».

## Tracce
Testi e musiche di John Brewster, Rick Brewster, Doc Neeson.
1. Straight Jacket – 3:17
2. After the Rain – 3:08
3. Love Takes Care – 3:40
4. Take a Long Line – 2:58
5. Marseilles – 4:47

1. Live It Up – 3:49
2. Be with You – 3:41
3. Outcast – 4:42
4. I Ain't the One – 2:29
5. Comin' Down – 3:19

## Formazione
- Doc Neeson – voce
- Richard Brewster – chitarra elettrica
- John Brewster – chitarra acustica
- Chris Bailey – basso elettrico
- Graham Bidstrup – batteria